# Stygasellus phreaticus
Stygasellus phreaticus is een pissebed uit de familie Asellidae. De wetenschappelijke naam van de soort is voor het eerst geldig gepubliceerd in 1943 door Chappuis.